# Ezzahra Arena
 (avril 2025).
Ezzahra Arena est une salle de basket-ball située dans la ville d'Ezzahra (Tunisie) dans laquelle évolue l'équipe d'Ezzahra Sports.

## Équipements
- 2 000 places ;
- Deux tribunes séparées :
  - Une tribune officielle (réservée aux membres et aux supporters du club) ;
  - Une tribune de l'autre côté (réservée aux supporters des clubs adverses).